# Sergio Alberto Fernández
Sergio Férnandez (Bell Ville, 2 de mayo de 1973) es un exfutbolista argentino. Se desempeñaba como mediocampista y su primer club fue Rosario Central.

## Carrera
Se inició en Rosario Central, donde formó parte del plantel campeón de la Copa Conmebol 1995; en el canalla disputó 58 partidos y convirtió 4 goles.  Continuó en Montevideo Wanderers, para pasar luego al fútbol ecuatoriano. En 2003 retornó a Argentina para jugar en Central Córdoba de Rosario el torneo de Primera B. Prosiguió su carrera en el fútbol de ascenso, jugando para Sportivo Patria, en el Torneo Argentino A.

## Clubes
| Club                       | País      | Año       |
| -------------------------- | --------- | --------- |
| Rosario Central            | Argentina | 1994-1997 |
| Montevideo Wanderers       | Uruguay   | 1998      |
| Macará                     | Ecuador   | 2000      |
| Deportivo Cuenca           | Ecuador   | 2001-2002 |
| Santa Rita                 | Ecuador   | 2002      |
| Central Córdoba de Rosario | Argentina | 2003      |
| Aprendices Casildenses     | Argentina | 2004      |
| Boca Unidos                | Argentina | 2005-2006 |
| Belgrano de Arequito       | Argentina | 2007      |
| Sportivo Patria            | Argentina | 2007      |

## Palmarés

### Campeonatos internacionales
| Equipo          | País      | Título        | Año  |
| --------------- | --------- | ------------- | ---- |
| Rosario Central | Argentina | Copa Conmebol | 1995 |

### Campeonatos regionales
| Equipo                 | País      | Título          | Año  |
| ---------------------- | --------- | --------------- | ---- |
| Aprendices Casildenses | Argentina | Liga Casildense | 2004 |